# Verräter (Spiel)
Das Spiel Verräter ist ein Kartenspiel für 3 bis 4 Spieler ab 12 Jahren von Marcel-André Casasola Merkle. Es wurde 1999 von der Fachzeitschrift Fairplay mit dem À-la-carte-Kartenspielpreis ausgezeichnet und in die Auswahlliste zum Spiel des Jahres aufgenommen. Erschienen ist es 1998 bei Adlung-Spiele.
Thema des Spiels ist die Fehde zweier konkurrierender Fürstenhäuser. Diese kämpfen um die Landschaften eines Landstrichs und werden dabei von den Spielern unterstützt. Dabei kann sich im entscheidenden Augenblick einer der Spieler als Verräter entpuppen und die Seiten wechseln.

## Spielmaterial
Neben der Spielanleitung beinhaltet das Spiel 66 Karten (6 Übersichtskarten, 4 Gesinnungskarten, 1 Startspielerkarte, 12 Landschaftskarten (zwei identische Sätze à 6 Karten), 12 Gutshof-/ Kontorkarten, 23 Versorgungskarten, 1 Strategiekarte, 1 Konfliktkarte und 6 Aktionskarten; die Landschafts- und Gesinnungskarten sind beidseitig bedruckt, so dass durch Umdrehen der Karte ein Wechsel der Zugehörigkeit zu den Fürstenhäusern angezeigt werden kann).

## Spielidee
Die beiden Fürstenhäuser (Adler und Rose genannt) konkurrieren um die insgesamt 12 Landschaften einer Bergregion, die durch die Landschaftskarten repräsentiert werden. Zu Spielbeginn werden diese 12 Landschaftskarten in zwei identische Sätze à 6 Karten aufgeteilt. Jeder der Sätze wird auf die Seite eines Fürstenhauses gedreht. Anschließend werden die Landschaftskarten zusammengemischt und in Kreisform ausgelegt. Im Spielverlauf kann es an allen Stellen des Kreises, an denen Landschaften unterschiedlicher Zugehörigkeiten nebeneinander liegen, zu einem Konflikt kommen. Dabei unterstützen die Spieler jeweils eines der Fürstentümer durch das Ausspielen ihrer Versorgungskarten – allerdings kann sich einer der Spieler im Konflikt auch als Verräter erweisen und die Seite wechseln. Abschließend wird der Konflikt ausgewertet: Das überlegene Fürstenhaus erobert die beteiligte Landschaft des unterlegenen Fürstentums (die Karte wird umgedreht und untersteht somit dem anderen Fürstentum), die Gefolgsleute des siegreichen Fürstentums erhalten Siegpunkte gutgeschrieben.

## Spielablauf
Die beiden Sätze an Landschaftskarten bestehen aus je verschiedenen 6 Karten mit unterschiedlicher Wertigkeit von 0 (Ödnis) bis 15 (Stadt) Konfliktpunkten. Je ein Satz wird auf die Seite eines der beiden Fürstentümer gedreht, beide Sätze werden zusammengemischt und in Form eines geschlossenen Kreises ausgelegt. Dabei liegen oftmals Karten unterschiedlicher Zugehörigkeit nebeneinander.
Die Spieler werden gleichmäßig den beiden Fürstentümern zugeteilt, was durch die entsprechende Auslage der jeweiligen Gesinnungskarte festgehalten wird. Alle Aktionen des jeweiligen Spielers kommen im Folgenden dem jeweils unterstützten Fürstenhaus zugute.
Die Spieler erhalten je drei der beidseitig bedruckten Gutshof-/ Kontorkarten in ihrer jeweiligen Spielfarbe sowie einen kleinen Vorrat an Versorgungskarten. Letztere werden verdeckt gehalten und haben jeweils einen Wert zwischen 2 und 8 Konfliktpunkten.
Ein Spieler wird zum Startspieler, sein Sitznachbar zum Strategen, was jeweils durch die entsprechende Karte markiert wird.
Die einzelnen Spielrunden folgen nun in einer bestimmten Abfolge.
Der Spieler des Strategen sucht einen Konfliktort aus: Dies sind zwei benachbarte Landschaften, die unterschiedlichen Fürstenhäusern angehören. Diesen markiert er mit der Konfliktkarte und hier kommt es im Folgenden zur Auseinandersetzung. Die ausgewählten Landschaften haben eine gewisse Wertigkeit zwischen 0 und 15, was im Konflikt eine Rolle spielt.
Beginnend beim Startspieler sucht sich nun jeder Spieler eine der 6 Aktionskarten aus. Dabei stehen nicht alle Karten zur Verfügung und die jeweilige Wahl bleibt zunächst geheim. Die Aktionskarten im Einzelnen:
- der Verräter (er wechselt vor Auswertung des Konflikts die Seite und unterstützt überraschend das andere Fürstentum – dreht seine Gesinnungksarte auf die andere Seite)
- der Diplomat +2 (er erhält für den Konflikt 2 zusätzliche Konfliktpunkte und kann nach dem Konflikt eine Versorgungskarte nachziehen)
- der Diplomat +5 (er erhält für den Konflikt 5 zusätzliche Konfliktpunkte)
- der Baumeister (er kann eine Aktion mit den Gutshofkarten durchführen)
- der Stratege (er erhält die Strategen-Karte und kann in der nächsten Runde den Konfliktort bestimmen)
- der Bauer (er kann nach dem Konflikt mehrere Versorgungskarten nachziehen)

Während die Wahl der jeweiligen Aktionskarte noch geheim ist, legt jeder Spieler nun verdeckt zwischen 0 und 5 Versorgungskarten vor sich ab, die ebenfalls Konfliktpunkte für die folgende Auseinandersetzung bringen.
Anschließend werden die Aktionskarten aufgedeckt und ein eventueller Verräter wechselt seine Loyalität.
Die Konfliktpunkte werden für beide Fürstenhäuser getrennt ermittelt (Landschaft+eventuelle Diplomaten+ausgespielte Versorgungskarten) und verglichen. Das überlegene Fürstenhaus erobert die Landschaft des unterlegenen Fürstentums. Die Gefolgsleute des siegreichen Fürstenhauses erhalten Siegpunkte gutgeschrieben. Diese hängen von der Anzahl der Sieger ab sowie von der Wertigkeit der eroberten Landschaft (eine Stadt alleine zu erobern ist deutlich lukrativer als das gemeinschaftlich Überrennen einer feindlichen Ödnis durch 4 Spieler).
Auch für die Wahl einzelner Aktionskarten gibt es Siegpunkte.
Gespielte Versorgungskarten müssen abgelegt werden. In Abhängigkeit von der ausgewählten Aktionskarte und des Einsatzes der Gutshofkarten können maximal drei Versorgungskarten nachgezogen werden.
Die Startspielerkarte wird an den benachbarten Spieler weitergegeben, eine neue Runde beginnt.

## Spielende
Das Spiel endet nach 9 oder 8 Runden (bei 3 bzw. 4 Mitspielern), so dass jeder Mitspieler jeweils 3 bzw. 2 mal Startspieler gewesen ist. Alternativ endet das Spiel auch, wenn eines der Fürstenhäuser alle Landschaften kontrolliert.
In Abhängigkeit von Handkarten und Einsatz von Kontorkarten gibt es zu Spielende nochmals die Möglichkeit, Siegpunkte zu erlangen.
Der Spieler, der über das gesamte Spiel die meisten Siegpunkte errungen hat, gewinnt die Partie.
Die Spielzeit beträgt etwa zwischen 45 und 60 Minuten.

## Abschließende Betrachtung
Verräter ist ein komplexes Kartenspiel. Die Kontrolle der Mitspieler, die kontinuierliche Erlangung von Siegpunkten sowie die Sicherung des Nachschubs an Versorgungskarten sind drei schwierig unter einen Hut zu bringende Spielziele.
Das Fortsetzungsspiel von 2000 ist Meuterer.